# Estación de Quatre Camins
Quatre Camins (en español Cuatro Caminos) es una estación ferroviaria y un intercambiador de transportes situado en el municipio español de San Vicente dels Horts, en la provincia de Barcelona, comunidad autónoma de Cataluña. Forma parte de la línea Llobregat-Noya de Ferrocarriles de la Generalidad de Cataluña (FGC) por donde circulan trenes de las líneas suburbanas S4, S8 y S9, así como las de cercanías R5 y R6. También es cabecera de la línea suburbana S9. La estación de Quatre Camins registró en 2018 una entrada total de 195 555 pasajeros, de los cuales 14 337 corresponden a servicios de cercanías y 181 218 al Metro del Baix Llobregat.

## Situación ferroviaria
Se encuentra ubicada en el punto kilométrico 16,42 de la línea férrea de ancho métrico que une Magoria con Martorell a 36 metros de altitud, entre las estaciones de Can Ros y Pallejá. El tramo es de vía doble y está electrificado. El kilometraje se inicia en la estación primigenia de Magoria, histórico origen de la línea.

## Historia
Se inauguró el 4 de julio de 2003, ya bajo explotación de FGC, siendo desde su origen la Generalidad de Cataluña la propietaria de las instalaciones.
Entre el mes de octubre de 2007 al 2 de febrero del 2008, a causa de un socavón en las obras de la línea de alta velocidad en Hospitalet de Llobregat, el recorrido finalizaba en la estación de  Hospitalet-Av. Carrilet en sentido Barcelona. El servicio fue suplido por la línea 1 de metro hasta la estación de Plaza de España y por un autobús entre L'Hospitalet-Av. Carrilet y Europa-Fira.
El 9 de febrero del 2008 se aumentaron las frecuencias de trenes en toda la línea, llegando a un intervalo de paso de 5 minutos en hora punta entre Barcelona-Plaza España y Martorell Enlace, y hasta un tren cada 20 minutos en hora punta en los ramales a Manresa e Igualada, cuando antes solo había un tren cada hora. Este refuerzo consiste en la reimplantación de los Metros Comarcales anteriormente existidos R50 y R60, con un nuevo cambio de R50 a R5 y de R60 a R6, trenes que recorren el trayecto entre Martorell-Central y Manresa-Apeadero R5 o entre Martorell-Central e Igualada R6 usando cada uno de los ramales.
El 2 de julio del 2012 se anularon los servicios de los trenes lanzaderas de Martorell-Central - Manresa-Apeadero R5 y los de Martorell-Central e Igualada R6 por sustitución de un paso de cada 30 minutos entre Barcelona-Plaza España - Manresa Apeadero R5 y lo mismo para Barcelona-Plaza España - Igualada R6 con el renacimiento de las antiguas líneas R50 y R60 con tres trenes en hora punta de la mañana dirección: Barcelona-Plaza España R50 - R60 y otros tres trenes en hora punta de la tarde dirección: Manresa-Apeadero R50 e Igualada R60. Estos servicios no efectúan parada en la estación.
El 20 de julio del 2017 se crea una nueva línea, la S9.

## La estación[3]
Se trata de una estación intermodal, con correspondencia con autobuses interurbanos que efectúan parada en cinco dársenas cuyos destinos se anuncia con paneles luminosos. También está conectada con una parada de autobús urbano mediante una pasarela sobre la antigua N-340. La estación está en un polígono industrial, lejos de núcleos habitados, pero a causa de su situación al lado de la N-340 hace que sea un perfecto intercambiador para la población que vive en localidades cercanas que no tienen ferrocarril como Cervelló, Vallirana y Corbera de Llobregat, por eso tiene un aparcamiento y conexión con autobuses interurbanos con dichas poblaciones. 
La estación de ferrocarril está adaptada a usuarios con movilidad reducida, disponiendo de máquinas de venta de billetes y control de accesos. Consta de cuatro vías, dos de ellas para trenes directos sin acceso andén. A ambos lados de ellas y con acceso a andén discurren las vías derivadas 3 (sentido Manresa e Igualada) y la vía 4 (sentido Barcelona). Todos los trenes efectúan parada a vía derivada, por lo que por las centrales sólo pasan los escasos trenes de refuerzo semidirectos de las líneas R50 y R60 y los de mercancías. Amplias marquesinas iluminadas, que cubren casi en su totalidad los andenes laterales, protegen a los usuarios de las inclemencias del tiempo. Existe una salida directa a la fábrica de cemento que está anexa a la estación. El cambio de andén se hace mediante rampas o ascensores, a un nivel bajo las vías.

## Servicios ferroviarios
Esta estación está dentro de la tarifa plana del área metropolitana de Barcelona, cualquier trayecto entre dos de los municipios de la área metropolitana de Barcelona se contará como zona 1. El horario de la estación se puede consultar en el siguiente enlace. El esquema de líneas del ferrocarril Llobregat-Noya puede descargarse de este enlace. El plano integrado de la red ferroviaria de Barcelona puede descargarse en este enlace.

### Servicios de mercancías[7]
Actualmente, FGC opera dos servicios de transporte de mercancías en esta línea:
- Transporte de potasa entre las estaciones de Suria y el Puerto de Barcelona. Circulan tres trenes diarios (mañana, tarde y noche), de lunes a viernes, formados por un máximo de 20 vagones tolva de la serie 62 000, remolcados por una locomotora de la serie 254. Con la composición máxima, tienen una longitud de 270 metros, y un peso máximo de 1 200 toneladas.

Autometro opera los siguientes servicios:
- Transporte de automóviles nuevos de SEAT entre la factoría situada en Martorell y el Puerto de Barcelona. Circulan tres trenes diarios (mañana, tarde y noche), de lunes a viernes, formados por una composición de siete vagones de la serie 65 000, remolcados por una locomotora de la serie 254. Estos trenes tienen una longitud de 400 metros, y un peso de unas 650 toneladas. Desde enero de 2008 circulan trenes de mercancías entre Martorell y el Puerto de Barcelona.[8]

### Servicios de viajeros
Los servicios de las líneas semidirectas R50 y R60 no efectúan parada en la estación. El resto de líneas que circulan realizan parada en la misma, siendo cabecera de la línea suburbana S9.
| << cabecera                 | < estación | línea            | estación > | cabecera >>         |
| --------------------------- | ---------- | ---------------- | ---------- | ------------------- |
| Línea Llobregat-Noya de FGC |            |                  |            |                     |
| Barcelona-Plaza España      | Can Ros    |                  | Pallejá    | Olesa de Montserrat |
| Barcelona-Plaza España      | Can Ros    | Martorell Enlace | Pallejá    |                     |
| Barcelona-Plaza España      | Can Ros    | Terminal         |            |                     |
| Barcelona-Plaza España      | Can Ros    |                  | Pallejá    | Manresa-Apeadero    |
| Barcelona-Plaza España      | Can Ros    | Igualada         | Pallejá    |                     |